# Georgij Vasiljev
Georgij Vasiljev (russisk: Георгий Николаевич Васильев) (født 25. november 1899 i Vologda i det Russiske Kejserrige, død 18. juni 1946 i Ljubljana i Jugoslavien) var en sovjetisk filminstruktør, manuskriptforfatter og skuespiller.

## Filmografi
- Tjapajef (Чапаев, 1934)[1][2]
- Volotjaev dage (Волочаевские дни, 1937)
- Tsaritsyns forsvar (Оборона Царицына, 1942)
- Foran (Фронт, 1943)
- Spjasjjaja krasavitsa (Спящая красавица, 1930)